# Retrospektive
Retrospektive je slovenska zgodovinska znanstvena revija. Objavlja prispevke iz zgodovine in sorodnih področij. Izdaja tudi knjižno zbirko Perspektive.